# Varanasi

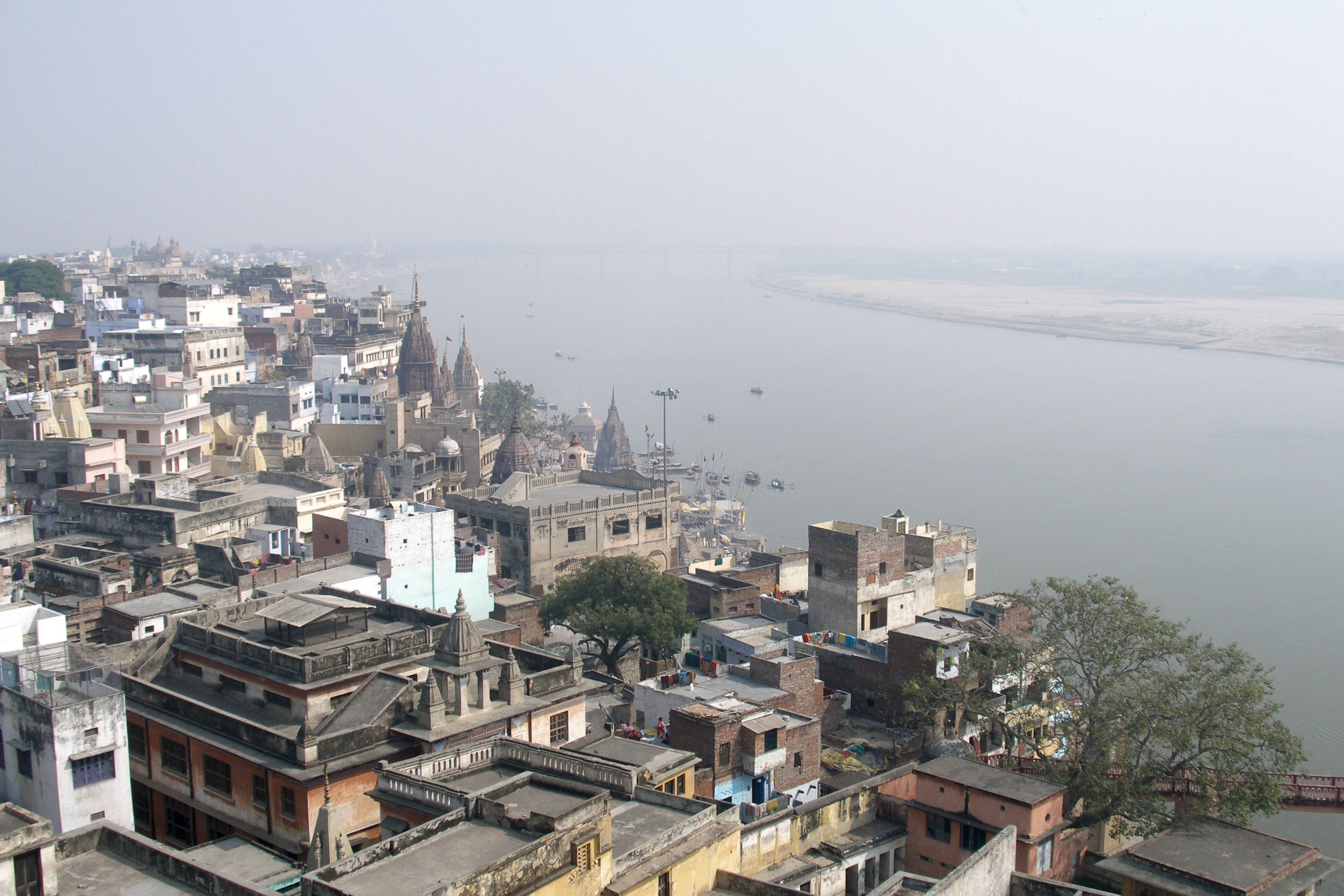
Varanasi från Ganges.

Varanasi är en stad vid floden Ganges i delstaten Uttar Pradesh i Indien. Den är administrativ huvudort för ett distrikt med samma namn. Folkmängden uppgick till 1 198 491 invånare vid folkräkningen 2011, med förorter 1 432 280 invånare. Miljontals hinduer kommer hit på pilgrimsfärd för att bada vid någon av de många ghats, som ligger vid flodbanken, i hopp om att renas från sina livs synder. Många är även de som kremeras på stora likbål vid floden, för att sedan få sin aska strödd i denna heligaste av hinduiska floder.
Varanasi sägs vara den äldsta, fortfarande bebodda staden i Indien och en av de allra heligaste. Den har även kallats Benares och Benaras. Staden har en mycket lång historia, från cirka 500 f.Kr.. Platsen omnämns såväl i Mahabharata som i buddhistiska skrifter. Ungefär en mil norr om Varanasi, i Sarnath, höll Buddha sin första predikan.
Staden refereras ofta inom hinduismen som "ursprungets land", eftersom det var här som gudarna Shiva och Parvati ska ha gift sig. Enligt myten är anknytningen mellan dessa två så stark att det lade grunden för hela skapelsen. Det är här allting började, och det är hit allting kommer att återvända när allting lägger sig till vila. 
1194–1775 var staden under muslimsk kontroll. Den kom därefter 1775 under brittisk kontroll, även om den formellt fram till år 1856 var en del av furstendömet Awadh. Under den muslimska perioden revs många hinduiska tempel eller byggdes om till moskéer.
Under 1800-talet blev Varanasi en betydande järnvägsknut; en 1090 meter lång järnvägsbro över Ganges byggdes 1887.
Satyajit Rays klassiska film Den obesegrade (Aparajito) från 1957 utspelas delvis i Varanasi.

## Fotnoter
1. ↑   Office of The Registrar General & Census Commissioner, India; Census Digital Library, Table Series/Tabulations Plan of Census Year – 2011/Primary Census Abstract/Urban Agglomeration Läst 9 juli 2014.
2. ↑  Svensk uppslagsbok, 2:a upplagan, 1947 Arkiverad 22 oktober 2014 hämtat från the Wayback Machine.